# Tepuibasis thea
Tepuibasis thea – gatunek ważki z rodziny łątkowatych (Coenagrionidae).